# Batman Incorporated
Batman Incorporated (également connue sous le nom de Batman, Inc.) est une série de bandes dessinées américaines publiée par DC Comics et mettant en vedette le héros Batman. Écrite par Grant Morrison, la série débute à la suite des événements de Batman R.I.P., Final Crisis, Batman and Robin, et Le Retour de Bruce Wayne où, après avoir été bloqué dans le passé lointain et cru mort, Bruce Wayne est de retour à notre époque dans l'Univers DC. Maintenant, il est prêt à faire avancer sa lutte contre le crime au niveau supérieur, essentiellement en la « franchisant » et en formant, entraînant et commandant une équipe mondiale de héros qui rendront compte à Batman lui-même, appelée Batman Incorporated. 
Dans cette série, Batman parcourt le monde en cherchant à utiliser le pouvoir symbolique dont jouit Batman à l’échelle mondiale. Pour le premier volume de la série, Wayne porte un nouveau costume conçu par David Finch, afin de le distinguer de Dick Grayson qui exerce toujours les fonctions de Batman à Gotham avant la recréation de l'univers DC à la suite des New 52. Après la relance, Wayne est à nouveau le seul à porter le costume de Batman et fait sa nouvelle apparition en août 2011 dans le numéro 1 de la série Justice League, conçu par le co-éditeur de DC Comics, Jim Lee. 
À la suite de la relance de l'Univers DC dans le cadre de l'initiative New 52, la première série de Batman Incorporated s'est achevée en décembre 2011. En mai 2012, la série revient avec un nouveau premier numéro, reprenant le récit de la première tout en incorporant les éléments modifiés de la continuité et des personnages dans la nouvelle série. 

## Historique de la publication
Batman, Inc. est la suite directe des travaux antérieurs de Morrison sur le personnage Batman, suite des histoires de Batman and Son, La résurrection de Ra's al Ghul, Le Gant noir, R.I.P., Final Crisis, Batman and Robin et Le Retour de Bruce Wayne. Le one-shot d'octobre 2011, Batman: The Return, Inc. représente la première incursion de Bruce Wayne dans l'univers actuel de DC depuis Final Crisis no 6 de décembre 2008, alors qu'il était bloqué dans un lointain passé par la Sanction Omega de Darkseid. Le one-shot The Return présente les débuts d'un nouveau costume pour Bruce Wayne, conçu par l'artiste David Finch. 
Le rédacteur en chef du groupe chargé de Batman, Mike Marts, a expliqué le thème général du nouveau titre en ces termes : « Grant Morrison, s’il écrit Batman ou Batman & Robin ou Batman Inc., ses scénarios traiteront de grands concepts et d'histoire épique, tout en gardant une histoire plus vaste, sur plusieurs niveaux. C'est le point fort de Grant. C’est donc l’objet de Batman Inc. Il s’agit d’élargir l’univers de Batman et le groupe de personnages liés à Batman  ». 
Dans des interviews, Morrison a déclaré que la série animée Batman : L'Alliance des héros avait eu une influence majeure sur le principe et le ton du livre. La première histoire contient plusieurs références au manga Batman des années 1960, et réintroduit même Lord Death Man dans la continuité de DC (un méchant apparu dans le manga après son introduction en tant que Death Man dans le comic américain). En outre, un nouveau protagoniste appelé Jiro Osamu est présenté comme le partenaire de Mr. Inconnu (« Mr. Unknown » dans la version originale), le Batman de Tokyo. 
En ce qui concerne la nature commerciale de Batman, Inc., Morrison a déclaré s’être inspiré des outils de la vie réelle utilisés pour commercialiser l’image du personnage principal. « Je repensais au vieux film de Tim Burton, Batman, de 1989 et à la façon dont ils interprétaient ce symbole, c’était un outil de commercialisation important. Je voulais donc faire quelque chose qui représentait cela, ou lui faire écho. Ainsi, Batman, Inc. est la notion selon laquelle Batman prend le symbole et dit : « Formons une armée, une équipe ou une force de police internationale, qui est approuvée par Batman et porte le symbole de Batman ». 
Afin de terminer la première série, Grant Morrison a écrit, avec Cameron Stewart et Chris Burnham aux dessins, le one-shot intitulé Batman Incorporated: Leviathan Strikes! . 

### The New 52
En septembre 2011, la Renaissance DC a redémarré la continuité de DC. Dans cette nouvelle chronologie, DC Comics a commencé une série spin-off mettant en vedette Batwing dans le cadre de la relance. Batwing est l'un des titres originaux des New 52, créé avant Batman, Incorporated (vol. 2). 
DC Comics a relancé Batman, Incorporated avec l'édition du no 1 en mai 2012, écrit à nouveau par Grant Morrison et dessiné par Chris Burnham, dans le cadre de la « seconde vague » de la relance des New 52. Bien que se déroulant techniquement dans l'univers DC récemment redémarré, la série fait de nombreuses références à la continuité antérieure. Des histoires, telles que le premier arc JLA de Grant Morrison (Nouvel Ordre Mondial) et le mandat de Metamorpho au sein de la Justice League en tant que partie intégrante de Justice League International, sont citées. 
Le rédacteur en chef de Batman, Mike Marts, a confirmé que des éléments du précédent run de Morrison sur les titres Batman et Batman and Robin (en plus de la première série de Incorporated) font toujours partie de la continuité des New 52, avec des arcs narratifs majeurs (Batman and Son, Batman RIP, Batman: Reborn et Le retour de Bruce Wayne) constituant toujours la colonne vertébrale de l’histoire récente des personnages. Ceci est davantage souligné dans le premier numéro de la deuxième série, mentionnant la disparition et le retour de Bruce, ainsi que Dick Grayson et Damian qui jouent le rôle de Batman et Robin. La série s'est terminée avec le numéro 13 en juillet 2013 . Un dernier numéro Batman Incorporated Special a été publié en août 2013.

## Histoire de l'équipe fictive
Batman, Inc. présente divers lieux dans le monde alors que Bruce Wayne cherche à recruter ses « Batmen » pour sa nouvelle entreprise. 

### Personnages
En raison de la nature mondiale de cette série, Grant Morrison a déclaré que beaucoup des personnages utilisés seraient à la fois nouveaux et anciens, et incluraient des personnages déjà vus, tels que Chevalier et Écuyer, qui contribueraient à la cause de Batman, Inc. Morrison a poursuivi en affirmant qu'il y aurait un représentant différent pour l'Angleterre. « Il y a un autre Batman en Angleterre, qui n'est pas le Chevalier. J'ai découvert qu'il y avait un autre personnage appelé The Hood utilisé plus récemment dans Batman: Shadow of the Bat. Une fois que j'ai découvert ce personnage, une nouvelle idée a été lancée et cela m'a donné tout un tas de méchants et de nouvelles choses à apporter. Alors oui, faire des recherches a conduit à la découverte de personnages obscurs, dont certains datant des années quatre-vingt-dix. Personne ne regarde les années 90 mais il y a des choses intéressantes là-bas  ». 
Morrison a également déclaré qu'il revisiterait El Gaucho lors d'un voyage que le Chevalier noir entreprendrait pour recruter un représentant en Argentine. Kate Kane, l'actuelle Batwoman, est apparue dans le numéro 4, sa prédécesseure Kathy Kane étant très présente dans les séquences flashback du même numéro. 
Dans le numéro 5, Batwing, le Batman d'un pays nord-africain encore inconnu, est présenté. Nightrunner, le controversé justicier français musulman présenté dans Detective Comics Annual 12, est apparu dans Batman Inc. numéro 6, en tant que représentant de Paris, en France. Dans le même numéro, Cassandra Cain, l’ancienne Batgirl qui a confié le poste à Stéphanie Brown, a été présentée comme la représentante de Batman Inc. à Hong Kong sous le nouveau nom de Black Bat. 

### Volume 1 (2010-2011)
Morrison a utilisé des arcs narratifs courts, sur trois numéros, dans Batman and Robin, et lorsqu'on lui a demandé s'il s'agissait d'une tendance, il a indiqué : « Ouais, mais ce sera encore différent. Cela va être encore plus dépouillé et rapide. Ainsi, le premier est seulement composé de deux numéros. C'est vraiment serré. C'est comme lire environ six numéros sur deux. Je suis très heureux de la façon dont nous avons réussi à réduire cela... nous voulons y faire des histoires très courtes et percutantes. Nous pouvons en faire qui ne sont que sur un seul numéro et d'autres sur trois. Et ce sera la première année du livre. Je l'appelle la première saison. Ce sera 12 numéros avec des histoires en une ou deux parties ». 
Dans le scénario actuel, Batman et ses alliés combattent une mystérieuse organisation criminelle appelée Leviathan (nom emprunté au livre du même nom). 
Synopsis
Au début de cette série, Bruce Wayne a demandé à Catwoman de l'aider à voler un diamant spécial dans l'arsenal du Docteur Sivana à Tokyo, au Japon, tout en tentant de recruter un héros appelé Mr. Inconnu pour devenir le « Batman » japonais de Batman Incorporated. Malheureusement pour Bruce et Selina, un méchant nommé Lord Death Man a assassiné M. Inconnu, modifiant ainsi les plans de Bruce pour la région. 

#### The Leviathan Strikes
L'histoire du one shot de Leviathan Strikes est divisée en deux chapitres. Le premier se focalise sur l'infiltration par Stéphanie Brown d'une école entièrement réservée aux filles qui sert également de terrain d'entraînement pour l'organisation Leviathan. En raison de The New 52, ce sera la dernière apparition de Stéphanie en tant que Batgirl. La seconde partie est centrée sur Bruce, Dick, Tim et Damian qui affrontent un agent de Leviathan nommé le Docteur Dedalus. Dans les derniers moments de l'histoire, il est révélé que le cerveau derrière l'opération de Leviathan n'est autre que Talia al Ghul, mère de Damian et fille de Ra's al Ghul.

### Volume 2 (2012-2013)

#### Demon Star
La deuxième série a débuté par une attaque visant Bruce Wayne qui est arrêté par le département de police de Gotham City, et Batman ordonnant à Alfred de fermer Batman Incorporated après une série d'événements encore inconnus. 
Bruce et Damian luttent pour faire face au complot de Talia visant à prendre Gotham à travers le vaste réseau d’agents de Leviathan dans toute la ville. Pour protéger Damian (qui a une prime sur sa tête), Batman laisse Talia penser que Damian a été tué par un assassin amateur, Goatboy, qui devient ensuite membre de la Ligue des Assassins, aux côtés de Sportsmaster et de Merlyn. Lorsqu'il est chargé de tuer Matches Malone (l'identité secrète de Batman), il attire la colère de tout le groupe Batman Incorporated sur la Ligue. Par la suite, Batman déclare qu'il a besoin que Damian retourne chez sa mère pour infiltrer Léviathan, faisant référence à la prime offerte pour la tête de son fils et le fait que le seul endroit où il sera à l'abri serait aux côtés de sa mère. 

#### Gotham's Most Wanted
Leviathan envahit Gotham City, utilisant des enfants endoctrinés pour l'attaquer de l'intérieur. Damian se heurte au garde du corps de Talia, connu sous le nom de l'Hérétique. L'Hérétique se révèle être un clone modifié de Damian qui finit par tuer Robin. Alors que Bruce tente de faire face à la perte de son fils, Gotham demande à Wayne Enterprises de cesser de financer Batman Incorporated afin d'éviter d'être menacée par de nouvelles menaces internationales. Bruce récupère les ressources restantes de Batman Inc. et les utilise pour lancer une guerre contre Leviathan. Il bat l'Hérétique, qui est plus tard tué par Talia, avant d'affronter Talia elle-même. Pendant ce temps, Nightwing, Red Robin, le nouveau Wingman (un Jason Todd racheté) et le nouveau Chevalier (l'ancien Écuyer) rencontrent le chef de la mystérieuse organisation connue sous le nom de Spyral. Talia et Batman croisent l'épée dans la Batcave, mais avant que Batman puisse la vaincre, Talia est abattue par Kathy Kane, l'ancienne Batwoman et actuellement à la tête de Spyral. Kathy disparaît aussitôt après et Bruce est convoqué par la police pour un interrogatoire. Il explique à Gordon les raisons qui l'ont poussé à rejoindre la croisade de Batman qui a disparu après la dissolution de l'armée de Leviathan. 
L’histoire se termine avec Gordon qui réfléchit à ses soupçons sur le fait que Bruce et Batman soient la même personne, tandis que Batman sort de sa cachette et reprend la lutte contre le crime peu de temps après. Pendant ce temps, Ra's al Ghul a pris les corps de Talia et de Damian et a préparé une armée de clones de Damian, réussissant potentiellement là où Darkseid a échoué lors de Final Crisis en utilisant Batman comme progéniteur d'une armée imparable.

## Publications

### Éditions américaines
Les deux séries et les deux one-shots ont été édités en plusieurs volumes : 
- 2011 : Batman Incorporated (Batman Incorporated Vol. 1 n°1 à 8, Batman Incorporated: Leviathan Strikes! n°1, DC Deluxe Editions, 256 pages, décembre 2011, DC Comics)
- 2013 : Batman Incorporated Vol. 1: Demon Star (Batman Incorporated Vol. 2 n°0–6)
- 2013 : Batman Incorporated Vol. 2: Gotham's Most Wanted (Batman Incorporated Vol. 2 n°7-13, Spécial n°1)

L'intégralité des séries a été réunie dans un seul volume de plus de 600 pages : 
- 2015 : Absolute Batman Incorporated ( Batman Incorporated n°1–8, Batman Incorporated: Leviathan Strikes! n°1, Batman, Incorporated Vol. 2 n°0–13, Spéciale 1), 608 pages, DC Comics.

### Éditions françaises
Après une édition chaotique dans les éditions kiosques : la série démarre dans le dernier numéro de Batman Universe de Panini Comics en décembre 2011 pour reprendre en février 2012 dans Batman Showcase d'Urban Presse, Urban Comics repropose l'intégralité des deux séries dans sa propre série « Grant Morrison présente Batman » :
- 2013 : Tome 6 - Batman contre Robin (contient le one-shot Batman: The Return)  (ISBN 978-2-3657-7258-7)
- 2014 : Tome 7 - Batman Incorporated (contient Batman Incorporated Vol.1 no 1-8 et le one-shot Leviathan Strikes!)  (ISBN 978-2-3657-7367-6)
- 2014 : Tome 8 - Requiem (contient Batman Incorporated Vol.2 no 0-10 + 12-13)  (ISBN 978-2-3657-7404-8)

## Dans les autres médias
- Le Bat-costume de la première série de Batman Incorporated est disponible en costume alternatif dans le jeu vidéo de 2011 Batman: Arkham City, disponible en téléchargement gratuit le 20 décembre de cette année-là[14].
- Un modèle présentant Batman portant le costume d'Incorporated en tant que skin alternatif a également été disponible dans la suite d'Arkham City en 2015, Batman: Arkham Knight. Initialement disponible uniquement pour ceux ayant acheté l'édition à couverture rigide du comics Arkham Knight [15], il a ensuite été diffusé gratuitement au grand public en janvier 2016 [16].
- Dans le premier épisode de la saison 3 de Young Justice, après que Black Lightning se soit retiré de la Justice League, Batman (qui a également démissionné) lui demande de le rejoindre, mais il refuse en déclarant qu'il ne souhaite pas faire partie de Batman Incorporated. Dès la fin de la saison, dans l'épisode « Nevermore », Batman Inc. fait son retour dans la Ligue sous la présidence de Black Lightning.